# Vascones (Edad Antigua)
Los vascones (en latín vasconii, pronunciado /wasconi/) fueron un pueblo autóctono de la Hispania romana, que vivía en la provincia Tarraconense. Sus vecinos eran: al norte, los aquitanos; al oeste, los várdulos; al suroeste, los berones; al sur, los pelendones y lusones; al sudeste, los sedetanos que ocupaban el Valle del Ebro; al este, los ilergetes (que ocupaban Lérida y Huesca), y al noreste, los ceretanos.

## Territorio
Ocupaban la región que hoy es Navarra y algunas zonas vecinas de Aragón, La Rioja, y Guipúzcoa. Hacia el este de Tudela, habrían vivido hasta el río Gallego, que marcaría el límite oriental incluyendo Jaca al norte. Hacia el oeste, llamado el Vasconum Saltus llegaban al mar por Fuenterrabía y Oyarzun, lindando allí con los várdulos, un pueblo emparentado a los cántabros, bajando hacia el sur los vascones llegaban hasta el actual Logroño. Estrabón y Ptolomeo establecían como ciudades de los vascones: Calagurris, Cascantum, Ergauica, Graccurris, Tarraga, Andelos, Iaca, Pompaelo y Segia, y Plinio menciona también Aracilum y Cara.

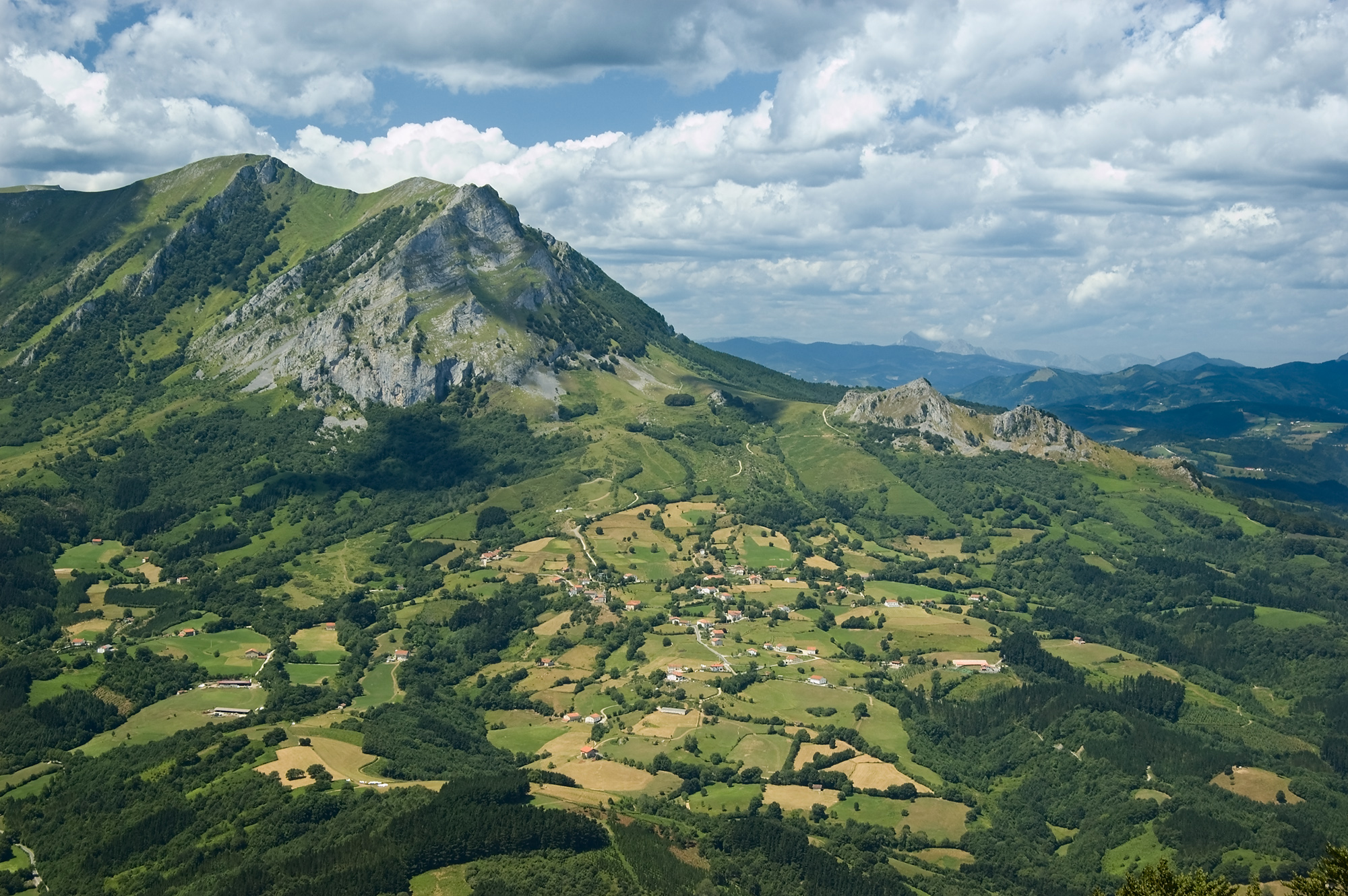
El Balerdi con Azkarate (Araiz) a los pies, en la Leitzaldea

Al norte del territorio vascón se ubica la cordillera pirenaica, que aumenta su altura cuanto más al oriente (en dirección a Jaca) y disminuye hacia occidente (hacia la actual provincia de Guipúzcoa). La cordillera pirenaica y sus contrafuertes tienen una altura de entre 1.000 y 2.000 metros sobre el nivel del mar.
Al oeste se ubican las sierras de Aralar y Andía y los montes de Urbasa (conjunto denominado Urbasa-Andía), con una altura superior a los mil metros sobre el nivel del mar. Trazando una línea diagonal entre la antigua Vareia (cerca de la actual Logroño) y Jaca, se puede separar la zona de las llanuras y de monte bajo (y la Ribera del Ebro) que se situaría al sur de la línea, y la zona montañosa (entre 500 y 1.000 metros de altitud sobre el nivel del mar) que se ubicaría al norte.

### Hidrología

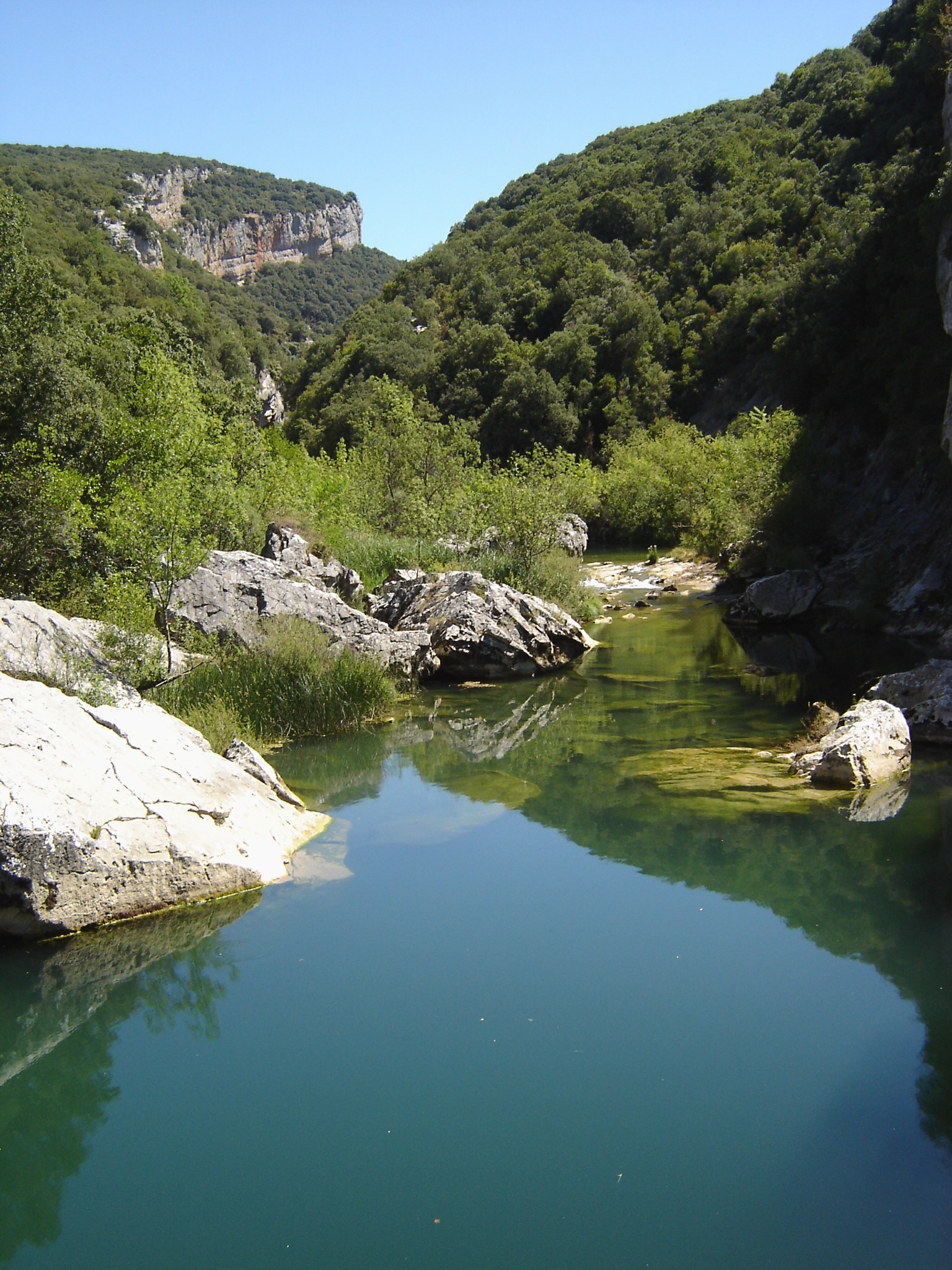
El Salazar cerca de Irunberri

El río Arga recorría el territorio vascón desde los Pirineos hasta el Ebro, en el que desemboca cerca de la antigua ciudad de Graccurris. Tiene como afluentes principales por la derecha el río Ulzama (hacia el norte de Pompelon), y el Araquil (su valle discurre entre el oeste de Pamplona y la localidad de Aracaeli, y separa las sierras de Aralar y Urbasa). Por la izquierda linda Aragón, que empieza en los contrafuertes pirenaicos del que fue el territorio de los jacetanos. El río Aragón recibe por su derecha al río Esca que forma el valle de Roncal, y el río Erro, nacido cerca que Roncesvalles, y que desde allí desciende hacia el sudeste y riega lo que fue el país de los iluberitanos. A su vez el río Erro recibe por su izquierda al Irati, cuyo valle asciende hacia los Pirineos (y que a su vez es receptor del Urrabi, cuyo valle permite el acceso a Roncesvalles) y el río Salazar, que desde los Pirineos desciende hasta la antigua Iluberri.
Paralelo al Arga discurre el Ega en su tramo final, cuando a la altura de la actual Estella-Lizarra (en la zona de los antiguos fundus Emilianus, Grocius, Munius, Aberius, etc.) tuerce su rumbo. Antes de llegar a este punto el río discurre, desde su nacimiento en Álava, en dirección al este.
Al sur del Ebro el río principal es el Cidacos (homónimo del río que paralelo al Arga va desde el norte de la actual Tafalla hasta desembocar en Aragón), que baña la antigua Calagurris.

## Historia

### Mercenarios vascones con Aníbal
Mercenarios vascones combatieron con Aníbal Barca en la segunda guerra púnica, combatiendo con la cabeza descubierta y sin armadura al igual que otros pueblos (germánicos, lusitanos, etc.), y llevaban armamento ligero: dos jabalinas, una pequeña rodera, casaca y polainas.

### Fundación de Pamplona y alianza con Roma
Pompeyo fundó en el territorio vascón la ciudad de Pompaelo (actual Pamplona) que se convirtió en su capital. Fueron aliados de los romanos contra los celtíberos, y recibieron territorios más allá del Ebro (probablemente la comarca de Calagurris). Bajo dominio romano los vascones de las llanuras sufrieron una intensa romanización que no afectó a los vascones de las montañas.

### Los vascones durante el imperio
Hacia el 29 a. C. se iniciaron cerca de territorio vascón las guerras cántabras, que sin duda supusieron un ajetreo de militares, provisiones, mercaderes, etc., en la región vascona. El 27 a. C. la provincia en la que estaban incluidos los vascones cambió su nombre de Hispania Citerior por el de Tarraconense. Con Augusto se suspendió el reclutamiento de vascones para las legiones, pero la falta de reclutas llevó de nuevo al reclutamiento (en esta ocasión los reclutas quedaban sujetos a un período de 16 años). El 26 a. C. Augusto visitó la provincia con motivo de las guerras cántabras, y tuvo que estar con toda seguridad en territorio de los vascones si bien seguramente sólo atravesó la zona sin detenerse.

La Vía Ab Asturica Burdigalam romana atravesaba el territorio de los vascones

Con el fin de aumentar la recaudación el censo se extendió a las provincias y se realizó por primera vez en las ciudades vasconas durante el mandato de Tiberio. Calígula estableció varios impuestos y multiplicó las exacciones. Claudio suprimió algunos impuestos y poco a poco fue ganándose el apoyo generalizado. Su sucesor Nerón volvió a rebajar los impuestos, pero más tarde aumentó los que antes había rebajado.
Cuando Galba se rebeló en Clunia, no muy lejos del territorio de los vascones, éstos estuvieron a su lado y muchos se alistaron en su ejército.
Los ciudadanos antiguos (emigrantes itálicos) y los nuevos ciudadanos (vascones romanizados) pudieron acceder con Vespasiano a las clases senatorial y ecuestre (équites). Con este emperador los impuestos fueron casi duplicados y se restablecieron aquéllos que habían sido abolidos por Galba. Las ciudades vasconas creadas por Roma se convirtieron en colonias con derecho latino menor (cuyos magistrados asumían personalmente la ciudadanía romana).
En tiempos de Trajano algunas familias vasconas romanizadas y que poseían la ciudadanía emigraron a Roma. Cuando murió Trajano le sucedió Adriano, que visitó Hispania (121-122) pero no llegó a Vasconia. Se aumentaron algunos impuestos pero de forma poco significativa y después fueron reducidos por Antonino Pío.
En el año 168 corrió como reguero de pólvora la noticia de una invasión de los moros en el sur peninsular. Tropas auxiliares vasconas fueron enviadas a la zona. En 176 o 177 se produjeron ciertas condonaciones de impuestos efectuadas por el Emperador. En 180 se conoció su muerte y su sustitución por su hijo Cómodo. Probablemente se produjeron varios abusos en su gobierno y la población le fue hostil. Un soldado desertor, Materno, organizó una banda que se convirtió en ejército, y operó varios meses a caballo entre la Galia e Hispania, probablemente utilizando alguna vez los pasos del territorio vascón.
Triunfando Septimio Severo, algunos notables vascones que apoyaron a Clodio Albino sufrieron represalias y se les incautaron sus propiedades (197). Con Caracalla todos los habitantes del imperio adquirieron por ley la ciudadanía romana. Macrino volvió a rebajar los impuestos. Los años siguientes estuvieron marcados en el imperio por guerras civiles y revueltas, con reinados cortos.
En el siglo III la región fue afectada además por los ataques de los germanos y la sociedad y la economía se desorganizaron. Con la anarquía y las invasiones, los tributos empezaron a recaudarse en especie (sistema que antes solo se había utilizado ocasionalmente), sistema que se convirtió con base en la recaudación con Diocleciano.

El reino de los visigodos hacia 560. En el norte, los vascones.

Desde el 409 estalló la bagauda en la Tarraconense central, en la que los vascones tuvieron parte activa, al tiempo que eclosionó la demografía de las montañas que no podían mantener un número demasiado grande de gente. Así hacia el 456, dominada la bagauda por los visigodos al servicio de los romanos, los vascones se expandieron hacia las zonas sin autoridad en el oeste, conquistando los países de los caristios, autrigones y várdulos romanizados, donde la población fue en parte exterminada y en parte absorbida dando origen al pueblo vasco, que era esencialmente el mismo pueblo que los vascones. Una parte de los vascones que todavía permanecieron en Navarra pasaron a Aquitania hacia el 507 y fueron emigrando hacia la vertiente norte de los Pirineos entre el 507 y el 587 al menos. Cuando en 582 una parte del territorio al sur del Pirineo (incluida Pamplona) fue ocupada por los visigodos, la emigración se hizo más intensa y los vascones llegaron a crear en el sur de Aquitania el ducado de Vasconia.

## Sociedad

### Carácter y costumbres
Los vascones no están citados en las fuentes escritas hasta el I. Se sabe muy poco de los vascones no romanizados durante todo el período romano, tanto en la República como en el Imperio. Su aspecto exterior no difería de otros montañeeses de la península ibérica: vestían con pieles para protegerse del frío, su melena era abundante y llevaban barba. En sus ceremonias, donde seguramente adoraban el fuego, se celebraban sacrificios humanos y probablemente podía comerse carne humana. Los vascones eran campesinos y ganaderos, y muchos de ellos vivían en valles casi incomunicados y sin relación con otros pueblos. Rápidamente se les calificó de salvajes y bárbaros y se les atribuyó gran dureza y rabia bestial. Estrabón aclaró que esta rudeza y salvajía no se debía sólo a sus costumbres guerreras sino a su alejamiento hacia otras comunidades, ya que los caminos terrestres y marítimos que llevaban a estas comunidades eran largos y difíciles, y esta falta de comunicación les había hecho perder toda sociabilidad y toda humanidad.
La conquista romana, probablemente pacífica y consumada a través de pactos, supuso la apertura de vías de comunicación con Aquitania y la llegada de la influencia romana a algunas regiones montañosas. Roma toleró las costumbres locales en general pero en las ciudades y en su área de influencia se produjo una fuerte romanización (si bien en las aldeas los vascones mantuvieron íntegras sus tradiciones, lengua, cultura, forma de vida, indumentaria, religión, etc., a pesar del contacto con la cultura romana), mientras que en las zonas aisladas persistió el sistema de vida anterior y los contactos fueron esporádicos y sin apenas incidencia.

### Enseñanza, religión
Parece seguro que la enseñanza en las escuelas existió en las ciudades pero no penetró en el campo, sobre todo en las zonas alejadas, lo que permitió a la lengua vascona sobrevivir como idioma.
La religión romana se importó y se implantó rápidamente, pero en el campo sobrevivieron las antiguas creencias de las que casi no se sabe nada: los vascones adoraban a la luna, a los muertos, al fuego, a las fuerzas de la naturaleza, y seguramente a otras cosas. Algunos de sus dioses fueron adoptados por los romanos y divinidades como Lacubegi, Losa y Selatse tendrían un carácter local. Junto a ellos, se introdujo el culto a Júpiter, a las Ninfas, a Marte, a los Manes, a Ceres, a Juno, a Mercurio, al emperador Augusto y sin duda a otros dioses. En sus prácticas religiosas se cree que desarrollaban ocasionalmente prácticas de canibalismo.
Es posible que el culto a la luna se desarrollara de acuerdo con un dios lunar que recibiría el nombre equivalente del posterior Jaungoikoa, que es el nombre con el que se designa a Dios en lengua vasca, siendo el mismo para todas las variantes dialectales con pequeñas diferencias fonéticas. Su traducción literal sería "Señor de arriba". Anteriormente se creía que se utilizó la palabra Ortze. Probablemente la palabra Jaungoikoa deriva de Goiko jauna. Jaungoika podría ser el mismo dios llamado Eacus del que constan algunas inscripciones. Eacus podría derivar del celta Eag (luna), y de la misma raíz provendría la palabra vasca roncalesa Goiko (luna).
La posibilidad del culto a los ríos deriva de la palabra celta Deva, que significa divina, y que fue atribuida a dos ríos (uno de ellos incluso lo conserva todavía,  el río Deva de Guipúzcoa,) en el norte de la península. Está documentado el culto en el Ebro.
Seguramente la palabra Tutela de la que deriva Tudela, fue asignada para indicar que la ciudad estaba protegida por un dios o genio de los habitantes de la zona. En Calagurris se conoce a la Stelatesa. Asimismo cabe mencionar al numen (divinidad) de Tullonium y el genio o tutela de Iruña.

### Clases sociales

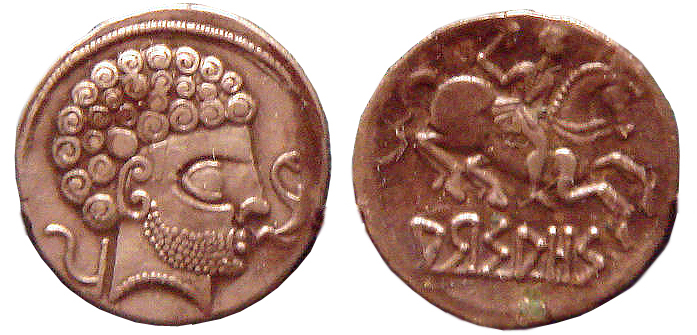
Moneda de la ceca de Arsaos.

El poder político correspondía a los ciudadanos romanos (bien de origen o que habían obtenido la ciudadanía) todos ellos ricos o muy ricos. La mayor parte de los vascones se situaban en las capas humildes de la población, incluso algunos eran esclavos, si bien en las ciudades había surgido una capa intermedia, básicamente vascona, de artesanos y profesionales (herreros, carpinteros, etc.) y pequeños propietarios. Los vascones, salvo los que tenían ciudadanía romana, por lo general no poseían muchas tierras salvo casos aislados. Muchos de ellos se dedicaban a la agricultura y al pastoreo en lugar de ser propietarios de ciudadanía romana o cultivaban pequeñas parcelas (mayores cuando se dedicaban a la ganadería).

### Ejército
Muchos vascones sirvieron en el ejército romano y, algunos, cuando se licenciaban o terminaban su servicio volvían a su lugar de origen y se establecían con sus familias, muchas veces procedentes de zonas romanizadas; algunos habían obtenido cierto poder y disponían de esclavos, o los adquirían, esclavos que estaban latinizados y que indirectamente influían en sus dueños al establecerse una relación entre ambos basándose en el único elemento común existente: la lengua latina y la cultura de Roma.
Desde el 90 a. C. soldados vascones habían obtenido la ciudadanía romana. Consta la existencia de soldados de etnia vascona en las guardias de Julio César y de Augusto; por orden de este emperador fueron vascones quienes custodiaron Roma hasta después de la batalla de Accio (31 a. C.). Reclutados por Galba, la Cohors II Vasconum, cuyos integrantes tenían probablemente ciudadanía romana, tuvo un papel destacado para sofocar la revuelta de los bátavos en la región de la actual Düsseldorf (Alemania), estuvo en Britania en el 105 y 122, y también se les ubica en la Mauritania Tingitana. Otras noticias sobre soldados vascones aparecen a lo largo del II. No cabe duda de que todos estos soldados cuando terminaban su servicio y volvían a sus hogares originarios introducían la romanización.
Por su parte, los vascones que servían en las tropas auxiliares se romanizaron a partir del siglo II por influencia de sus oficiales y ciudadanos romanos que se alistaban, y por otra parte asumían la romanización como una meta deseable, ya que sabían que al final de su servicio gozarían de la ciudadanía romana.

### Personajes célebres

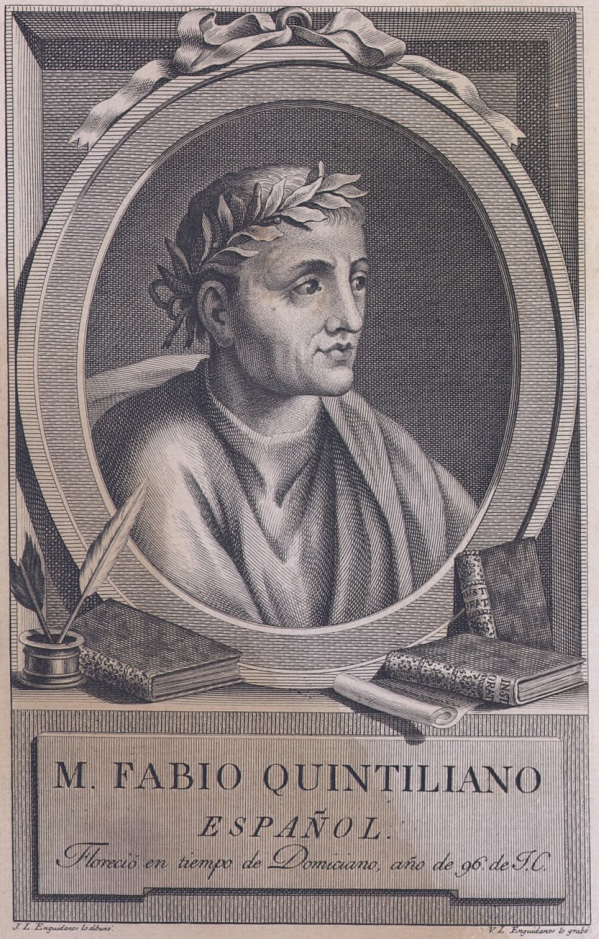
El rétor Quintiliano, nacido en Calagurris (actual Calahorra en La Rioja)

Los alrededores del Ebro era la zona más romanizada (lo estaba totalmente en el siglo II). En el año 42 nació Marco Fabio Quintiliano en Calagurris, conocido como el mejor retórico de la Antigüedad.

## Urbanismo
Cada una de las ciudades vasconas (que al principio eran sólo aldeas grandes pero después fueron creciendo) constituía una especie de república (ciudad estado) y no todas estaban pobladas solo por vascones (había poblados con elementos celtas o celtíberos, y quizás también íberos, además de la emigración de habitantes de otros puntos pero latinizados). Las ciudades se regían por un sistema jurídico igual a otras partes del Imperio.
Junto a estas ciudades-estado convivían las tradicionales tribus vasconas, aisladas, que generalmente se extendían a un valle o a varios caseríos. En los períodos conflictivos, cuando algún peligro amenazaba a los vascones, los diversos jefes podían establecer pactos de actuación común y elegir de entre ellos un jefe de guerra, aunque esa costumbre cayó en desuso durante el Imperio.
La ciudad fue la base de la romanización de los vascones. La "pax romana" había favorecido el poblamiento de llanos y zonas urbanizadas, a donde se trasladaban los vascones desde lugares agrestes pero de fácil defensa. El traslado a las ciudades no fue impuesto por los romanos al menos en el territorio de los vascones. El proceso fue lento pero inexorable. Cada ciudad (con un poblamiento inicial de emigrantes de ciudadanía romana o completamente romanizados) era un centro difusor de las costumbres y lengua de Roma, de sus estructuras políticas, sociales y religiosas, y de su sistema económico.
Junto a algunos pobladores locales se establecían mercaderes, funcionarios, negociantes, soldados, o simples emigrantes procedentes de Italia (y algunas veces de otros puntos sometidos a Roma) que, junto a sus familias y esclavos, romanizaban a los indígenas. El comercio atraía a los pobladores de la zona, algunos de los cuales (a menudo después de vender sus tierras) se establecían en la ciudad, a la que podían llegar (si prosperaba) más emigrantes, mercaderes, negociantes, funcionarios, etc., y la ciudad iba creciendo.
Junto a una clase patricia que vivía en las ciudades, estaba el populum, ciudadanos también libres pero de menores medios: artesanos o trabajadores de varios oficios y pequeños propietarios; eran también muchas veces antiguos esclavos liberados (libertos). Había también algunos esclavos que trabajaban en varios oficios y en la agricultura.

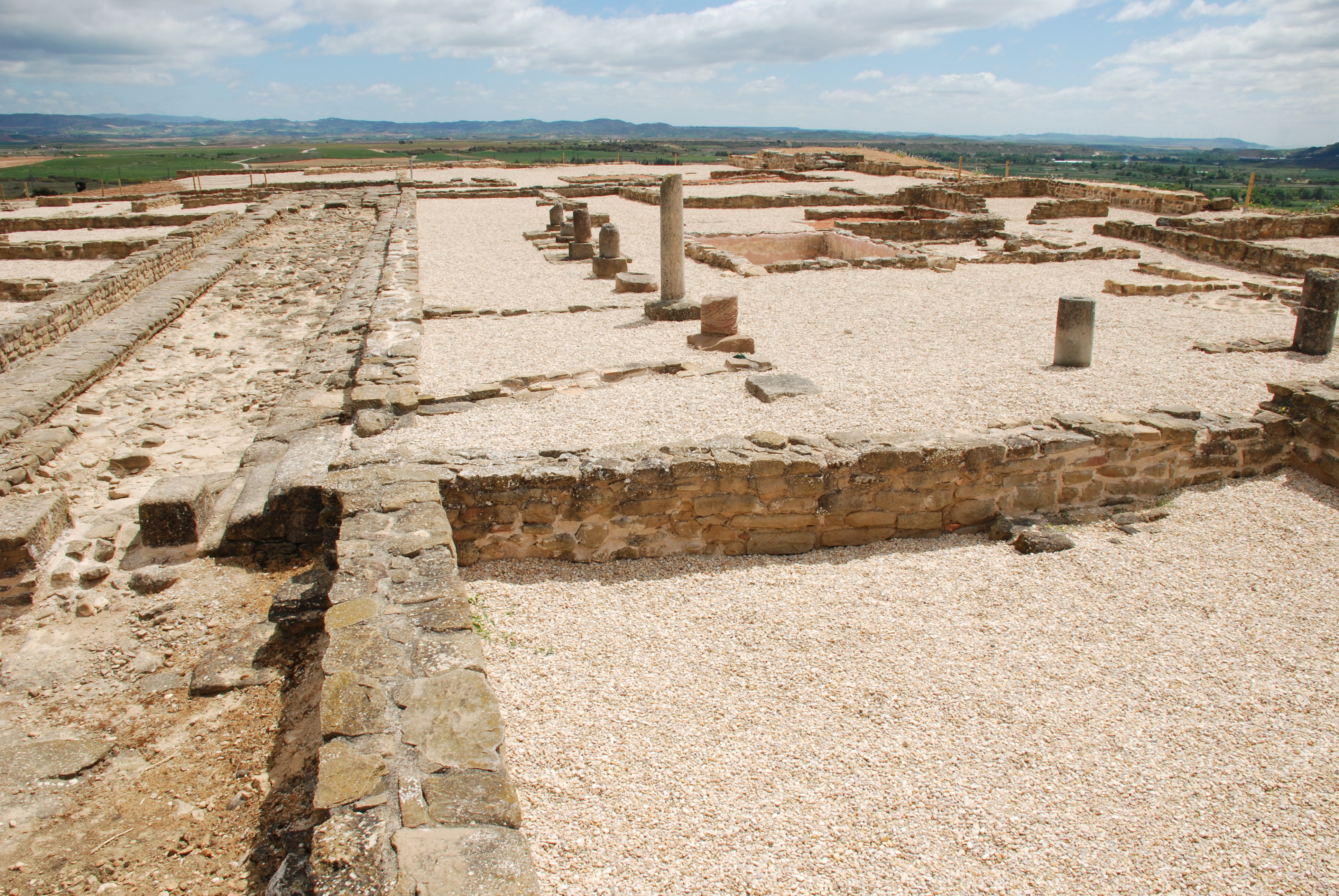
Ruinas de la ciudad de Andelos

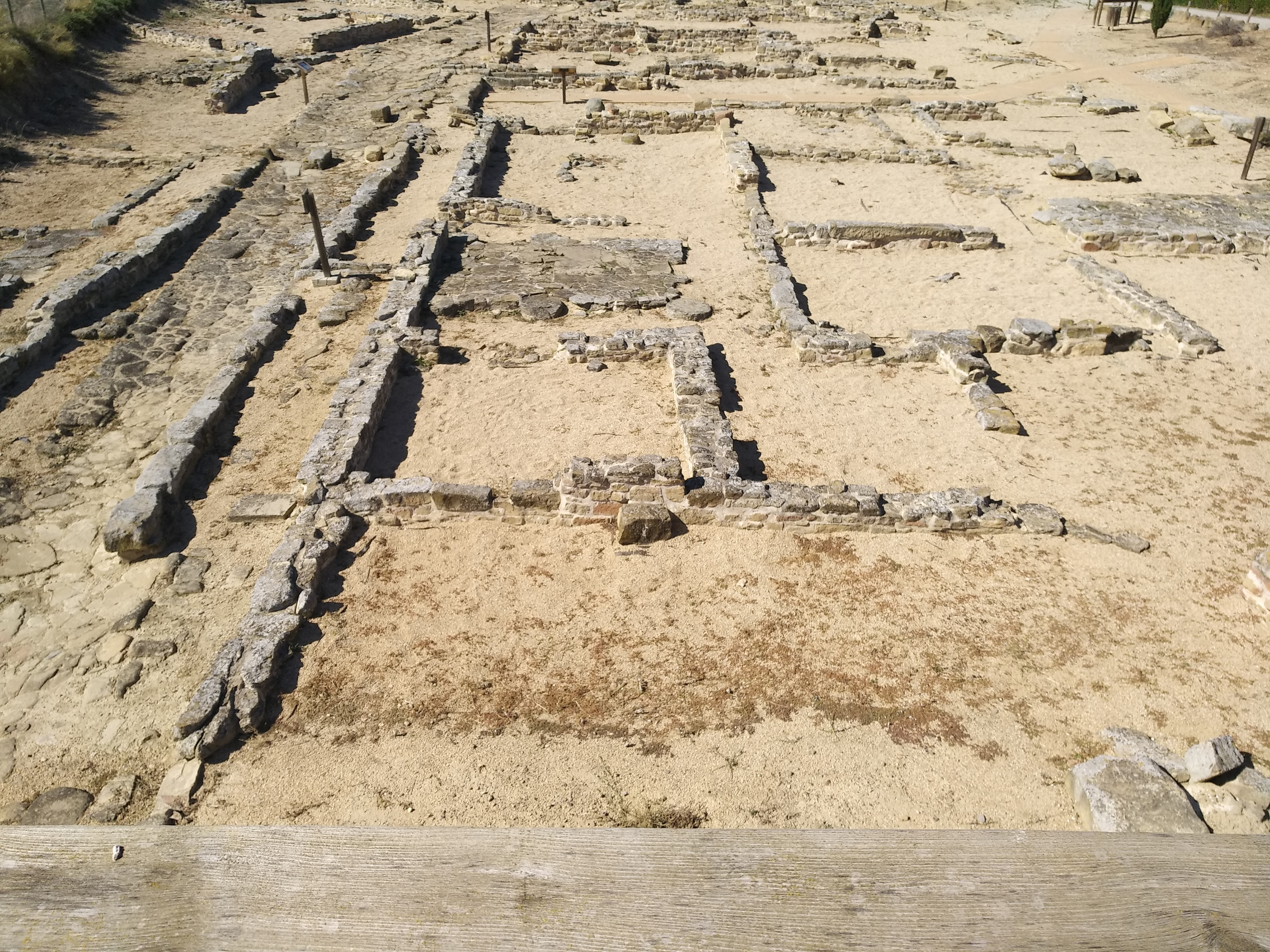
Yacimiento de Cara, en Santacara

Esta estructura, mantenida a lo largo de siglos, sobre todo durante el Imperio, tuvo que provocar una intensa romanización de los vascones, contra la que no consta resistencia. Pero esta romanización se limitó a las ciudades y vías de comunicación. Por otra parte, la entrada de la población indígena en la burguesía latina tuvo que ser dificultosa, por la pobreza tradicional de los vascones y por el hecho de ser una población minoritaria. Gran parte de los vascones se latinizó, pero seguían siendo pequeños propietarios o artesanos, por lo general descontentos de su suerte. La latinización de las ciudades se completó en el siglo I y la lengua vascona dejaría de hablarse comúnmente en las ciudades a lo largo del siglo II.
En las ciudades vasconas, seguramente con la excepción de Calagurris, las murallas, cuando existieron, fueron de madera, tipo empalizada. Después, con el largo período de paz, las murallas dejaron de ser útiles, para ser reconstruidas (o construidas de nuevo) a partir de las invasiones bárbaras del siglo III.
Las vías de comunicación o calzadas atravesaban el territorio vascón, algunas de ellas eran calzadas muy importantes. Había otras menores y caminos vecinales que permitían llegar a una parte del territorio, pero que no se adentraban en el Vasconum Saltus, es decir, en las zonas montañosas y de difícil acceso, pobladas por vascones salvajes. El eje de las comunicaciones en Vasconia eran las vías de Astorga a Burdeos pasando por Pamplona; de Lérida a León por el Valle del Ebro que probablemente tenía un doble ramal entre Bellisona (quizás el actual Mallén) y Graccurris (probablemente Alfaro), uno que pasaría a orillas del Ebro y otro pasaría al Sur por Cascantum (Cascante). Existía otra vía que desde Asturica Augusta (Astorga) pasaba por Clunia, Numancia, Tarazona y Monteagudo (Navarra), es decir, cerca de territorio vascón. Por último estaban las vías secundarias que comunicaban las vías principales con las pequeñas ciudades y aldeas.

### Demografía
No se puede precisar la población del territorio, ya que no se cuenta con ningún dato estadístico que pueda contribuir a su determinación. La población vascona a principios de la dominación romana debía ser inferior a las cuarenta mil personas. Se situaría en torno a las cincuenta mil después de las guerras de Sertorio. En el siglo I, la paz propició un incremento, y se llegaría hasta los setenta mil habitantes; el crecimiento siguió en el siglo II y hasta mediados del siglo III, cuando la población pudo alcanzar una cifra alrededor de los cien mil habitantes, para disminuir posteriormente (quizás unos sesenta mil habitantes a principios del siglo V).
La población aproximada de las diversas civitas en los inicios de la época imperial debía ser aproximadamente la siguiente:
| - Alantone, mansio y antes seguramente aldea, contaría con pocos habitantes. - Alabona, población progresivamente absorbida por Pamplona, unos cientos. - Andelos, ciudad que ganó importancia, por debajo de los mil habitantes con unos cientos más en las aldeas (vicus) de las cercanías. - Aracilum, mansio y antes aldea, con pocos habitantes. - Bituris, ciudad progresivamente absorbida por Pamplona, unos cientos. - Calagurris, ciudad importante de no menos de cinco mil habitantes y unos cientos más en las aldeas cercanas. - Cara, unos centenares, hacia el millar con los de las aldeas cercanas. - Cascantum, más de un millar contando los de los alrededores. - Curnonium, ciudad, unos centenares, quizás un millar ambos los de los alrededores. - Ergavia, ciudad, un dos mil con los de los alrededores. - Forum Gallorum, mansio probable creación romana, pocos habitantes. | - Graccurris, ciudad importante, más de tres mil habitantes con los de los alrededores. - Iaca, ciudad, más de un millar con los de los alrededores. - Iluberri, ciudad, más de un millar con los de los alrededores de la ciudad. - Iturrissa, mansio, antes aldea, pocos habitantes. - Muscaria, ciudad, unos cientos y algunos más en las cercanías. - Nemanturissa, ciudad, unos cientos y algunos más en las cercanías. - Oiaso, ciudad, unos cientos, un millar en las cercanías. - Pompelon, ciudad capital, no menos de cinco mil con los de los alrededores. - Segia, ciudad, un millar y cientos más en las cercanías ciudad. - Tarraga, ciudad, un millar y cientos más en las cercanías ciudad. - Vareia, mansio, pocos habitantes, pero bastante cientos en las cercanías. |

La cantidad de habitantes aumentó durante el Imperio y llegó a ser el doble en algunas ciudades, mientras que otras se mantuvieron más estables. Las que más crecieron fueron Pamplona y Calagurris, mientras la población aislada permaneció bastante estable. No se produjeron importantes descensos hasta mediados del siglo III. Es remarcable que durante el Imperio se fundó la ciudad de Tutela (la actual Tudela), que logró cierta importancia, llegando a contar, incluyendo las aldeas de los alrededores, alrededor de los cinco mil habitantes.

### Población
A grandes rasgos se puede decir que los habitantes de Vasconia que disfrutaban de la ciudadanía romana superaban en el siglo II d. C. el 20% de la población total (incluyendo a sus familias y clientes) mientras que los esclavos correspondientes a estos ciudadanos supondrían un 10% aproximadamente (en Italia los esclavos superaban a los ciudadanos); de estos vascones con ciudadanía sólo un 5% como máximo estaba entre los propietarios medios y grandes (incluyendo a sus familias y esclavos). Los vascones terratenientes (algún gran propietario y los propietarios medios) eran alrededor del 5% (sobre todo en el norte del país), incluyendo a sus familias y también a sus esclavos; los propietarios del Sur estaban muy romanizados, pero la romanización era menor en los de la zona central y sobre todo del Norte. Un porcentaje de población del 30% correspondía a vascones pequeños propietarios dedicados a la ganadería y la agricultura, incluyéndose en ese porcentaje a las familias. El resto de la población (35%) se situaba en las humildes capas de pastores por cuenta de propietarios medios o grandes, campesinos jornaleros sin tierra y actividades marginales en las ciudades, incluyendo también a las familias.

## Hallazgos arqueológicos

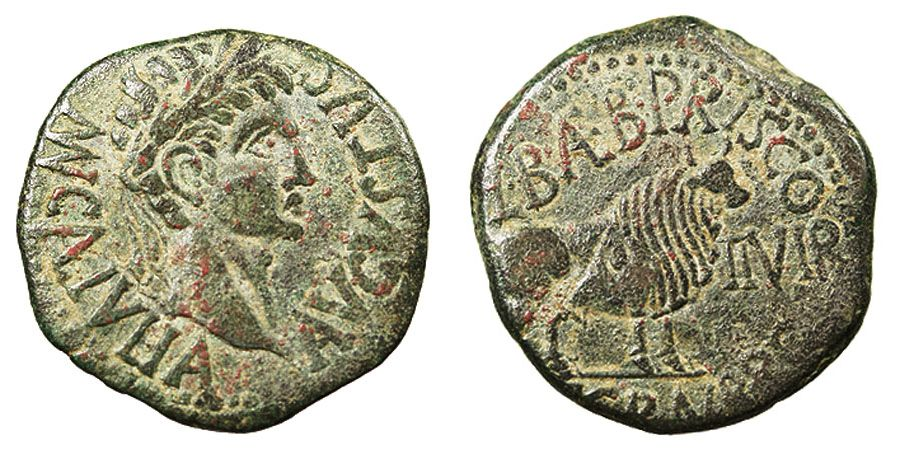
As de bronce troquelado en Calagurris

Los hallazgos arqueológicos del período romano en el país de los vascones no son muy importantes pero sí numerosos (sin duda más numerosos que en muchas zonas del interior de Hispania), lo que demuestra que la romanización fue más intensa de lo que inicialmente podría pensarse. Se conservan restos del acueducto que abastecía a Alfaro y otros hallazgos menores son frecuentes en todo el sur y este del territorio histórico vascón, incluyendo algunos mosaicos relativamente bien conservados.
Se han localizado restos apreciables que podrían corresponder a Andelos y Nemanturissa. Varios restos y hallazgos corresponden a Calagurris, Cascantum, Tutela, Iluberri y Pompelon.

### La agricultura
Las explotaciones agrícolas eran la base económica de las ciudades romanizadas y las colonias romanas. Sobre todo se localizan explotaciones agrícolas (fundus) de hasta unas mil a mil quinientas hectáreas, en la Navarra Media y Meridional, que llevaron el nombre de su propietario con el sufijo "-an" o "-anus" que más tarde se transformó en "-ain" o "-in". Es casi seguro que fueron los romanos quienes introdujeron el cultivo amplio de la viña y el olivo, así como el arado romano.
La agricultura adquirió un desarrollo extraordinario en la época imperial, aunque muchos vascones siguieron practicando la ganadería. Junto a la pequeña propiedad local se desarrollaron las grandes propiedades, básicamente en manos de emigrantes aunque algunas también en manos de notables vascones. Muchas grandes propiedades se dedicaron a la ganadería. Haciendo un pequeño recuento de las poblaciones actuales que llevan el sufijo "-ain", "-in" o "-ano" se pueden encontrar las siguientes (entre paréntesis su posible etimología):
| - Aberín (de Aberius), en la región al oeste de Bituris, Andelos y Tarraga - Allín (de Aulus) en la región al oeste de Bituris, Andelos y Tarraga - Ancín (de Asius o Anicius o Ausonius), en la región al oeste de Bituris, Andelos y Tarraga - Barbarín (de Barbarius) en la región al oeste de Bituris, Andelos y Tarraga - Bearín (de Verus) en la región al oeste de Bituris, Andelos y Tarraga - Errázquin (de Erasius o de Orosiu) en la zona de Araceli. - Grocín (de Grocius o Gracus) en la región al oeste de Bituris, Andelos y Tarraga - Idócin (de Dacius o Idocius) en la región de Pompelo, Bituris, Andelos y Tarraga - Lúquin (de Lucius) en la región al oeste de Bituris, Andelos y Tarraga - Moratín (de Mauritius) en la región al oeste de Bituris, Andelos y Tarraga - Núin (de Nunius) en la región de Pompelo, Bituris, Andelos y Tarraga - Ollín (potser de Aulus) en la región de Pompelo, Bituris, Andelos y Tarraga - Redín (de Retius) en la región de Pompelo, Bituris, Andelos y Tarraga | - Abinzano (de Abundianus) en la región de Pompelo, Bituris, Andelos y Tarraga - Amillano (de Emilianus) en la región al oeste de Bituris, Andelos y Tarraga - Arellano (de Aurelìanus), en la región al oeste de Bituris, Andelos y Tarraga - Baquedano (de Bacus) en la región al oeste de Bituris, Andelos y Tarraga - Barindano (de Veranius o Beronius) en la región al oeste de Bituris, Andelos y Tarraga - Galdeano (de Galius) en la región al oeste de Bituris, Andelos y Tarraga - Guindano (de Guinus o Vinius o Vindius) en la región de Iluberri - Guirguillano (de Gargilius o Virgilius) en la región de Pompelo, Bituris, Andelos y Tarraga - Labiano (de Labianus) en la región de Pompelo, Bituris, Andelos y Tarraga - Olano (de Alanus o de Aulus) en la región de Pompelo, Bituris, Andelos y Tarraga - Otiñano (de Otinius) en la región al oeste de Bituris, Andelos y Tarraga - Undiano (de Unius) en la región de Pompelo, Bituris, Andelos y Tarraga | - Adoáin (de Adonis), en la región de Iluberri - Ainzoáin o Aizoáin (de Ancius o Aisus o Asius o Ausonius) en la región de Pompelo, Bituris, Andelos y Tarraga - Amatriáin (de Amatus o de Maternus) en la región de Pompelo, Bituris, Andelos y Tarraga - Ansoáin (de Ausonius) en la región de Pompelo, Bituris, Andelos y Tarraga - Artariain (de Astarius) en la región de Pompelo, Bituris, Andelos y Tarraga - Asiáin o Asiaín (de Asius o Asiaticus) en la región de Pompelo, Bituris, Andelos y Tarraga - Astráin (de Astrus o Astarius) en la región de Pompelo, Bituris, Andelos y Tarraga - Barañáin (de Veranius) en la región de Pompelo, Bituris, Andelos y Tarraga - Barásoain (de Varasius) en la región de Pompelo, Bituris, Andelos y Tarraga - Barbatáin (de Barbus) en la región de Pompelo, Bituris, Andelos y Tarraga - Bariáin (de Varius o Verus o Veranius o Beronius o Varinius) en la región de Pompelo, Bituris, Andelos y Tarraga - Belascoáin (de Velascus) en la región de Pompelo, Bituris, Andelos y Tarraga - Beriáin (de Verus o Berius o Beronius) en la región de Pompelo, Bituris, Andelos y Tarraga - Burutain (de Brutus) en la región de Pompelo, Bituris, Andelos y Tarraga | - Cemboráin (de Cemborius) en la región de Pompelo, Bituris, Andelos y Tarraga - Esain (de Esius o Asius) en la región de Pompelo, Bituris, Andelos y Tarraga - Etulain (de Tulius o Getulius) en la región de Pompelo, Bituris, Andelos y Tarraga - Gardalain (de Vardanius o Gardanius o Gardalus) en la región de Pompelo, Bituris, Andelos y Tarraga - Garínoain (de Guerinus o Varinio) en la región de Pompelo, Bituris, Andelos y Tarraga - Garisoáin o Garínoain (de Garisius o Garinius) en la región al oeste de Bituris, Andelos y Tarraga - Guenduláin (de Vendulius) en la región de Pompelo, Bituris, Andelos y Tarraga - Guerendiáin (de Guerinus o Veranius) en la región de Pompelo, Bituris, Andelos y Tarraga - Imarcoáin (de Marcus) en la región de Pompelo, Bituris, Andelos y Tarraga - Induráin (de Indurius o Antarius) en la región de Iluberri - Lizasoáin (de Lisacius) en la región de Pompelo, Bituris, Andelos y Tarraga - Lizoáin (de Lisus) en la región de Pompelo, Bituris, Andelos y Tarraga | - Maquirriáin (de Marcus o Maquirius) en la región de Pompelo, Bituris, Andelos y Tarraga - Marcaláin (de Marcus o Marcatus) en la región de Pompelo, Bituris, Andelos y Tarraga - Muniáin (de Munius) en la región al oeste de Bituris, Andelos y Tarraga - Muniáin (de Munius) en la región de Iturrisa - Noáin (de Nunius) en la región de Pompelo, Bituris, Andelos y Tarraga - Orendáin (de Orencius) en la región de Pompelo, Bituris, Andelos y Tarraga - Oricáin (de Aureus) en la región de Pompelo, Bituris, Andelos y Tarraga - Oricoáin (de Auricius) en la región de Pompelo, Bituris, Andelos y Tarraga - Paternáin (de Paternus) en la región de Pompelo, Bituris, Andelos y Tarraga - Sansoáin (de Ausonius) en la región de Pompelo, Bituris, Andelos y Tarraga - Urbicáin (de Urbanus) en la región de Iluberri - Urdiáin (de Urdius o Gordius), en la zona de Araceli. - Zoroquiáin (de Orosius o Surucus) en la región de Pompelo, Bituris, Andelos y Tarraga - Zurucuáin (de Surucus o Orosius) en la región al oeste de Bituris, Andelos y Tarraga |

En total sesenta y cinco posibles nombres originados en fundus, a los que hay que añadir otros nombres que se conservan para ciertos parajes, arroyos, despoblados, etc., que lleva a una cifra cercana al centenar.
Es de suponer que muchos nombres no se conservaron, ya fuera por haberse abandonado su explotación o quedar destruidos, o bien por cambios de nombres a lo largo de la historia. En algunas zonas, como la comarca calagurritana, el triángulo Cara - Nemanturissa - Segia, la zona de Alfaro, Cascante y Tudela o los alrededores de Logroño, es más difícil rastrear nombres de origen romano, y sin duda debió de haberlos pero se perdieron durante la dominación árabe.
Es posible que el número de explotaciones importantes (entendiendo por importantes las de cerca de cincuenta hectáreas y hasta una cifra treinta veces mayor) se acercara a las cuatrocientas avanzada la época imperial. De estas explotaciones cabe considerar grandes las que superaban las doscientas cincuenta hectáreas (que no serían más allá de las treinta) y medianas las que tenían una superficie entre cincuenta y doscientas cincuenta hectáreas. La pequeña propiedad (menos de cincuenta hectáreas) era mucho más numerosa, aunque a menudo tendía a reunirse con la gran propiedad. Las pequeñas explotaciones agrícolas eran generalmente de unas pocas hectáreas y sólo se acercaban a las cincuenta hectáreas (con las lógicas excepciones) en casos aislados. Las explotaciones ganaderas pequeñas eran escasas.

## Confusiones históricas: vascones y vacceos
Aunque no sea una cuestión de alto alcance, y superada en muchos aspectos, sí es relevante su mención al haber estado presente en la historiografía tardoantigua una identificación confusa de vascones y vacceos. Este pequeño problema historiográfico, aunque no menor, ha estado presente en un período cronológico diferente al tratado mayoritariamente en el marco temporal del mundo clásico, llegando hasta los albores de la Alta Edad Media, una época muy interesante desde el punto de vista de la reconstrucción histórica.
El problema puede que se origine, de forma clara, en el siglo VII d. C., de la mano de Isidoro de Sevilla, cuando escribe en sus Etimologías que: 

Vacca oppidum fuit juxta Pyrenaeum, a quo sunt cognominati Vaccaei… hi Pyrenai iugis peramplam montis habitant solitudinem, iidem et Vascones, quasi Vaccones.
Isidoro de Sevilla, Etimología, 9.2,107

El mensaje que Isidoro dejaba tras estas palabras era «que vascones y vacceos son, en realidad, dos nombres que sirven para denominar una misma realidad étnica, ubicada en el entorno de los montes del Pirineo.» Con base en una homofonía entre los dos nombres, el autor argumenta que en la Antigüedad este tipo de errores son frecuentes y que «debido a una erudición confusa, a un conocimiento geográfico deficiente y a una transmisión histórica muy filtrada pueden llegar a ser "confundidos", proporcionando a los potenciales lectores de la obra una realidad alterada, pero que resulta creíble y puede ser asimilada y retransmitida sin mayores dificultades." Siendo considerada en su época la obra de Isidoro de Sevilla de naturaleza erudita, son varias las fuentes tanto hispanas como francas que adoptan esta identificación y la propagan consecuentemente en los siglos inmediatamente posteriores. Autores especializados en la temática, como el hispanista británico Roger Collins, enumeran las obras "confundidas" a ambos lados de Pirineo imputando el origen del error a la fuente ya mencionada de Isidoro de Sevilla aunque justifica su error en la obra de Paulo Orosio, Historiarum adversum paganos, de la que bebe el de Sevilla.